# Cussy-le-Châtel
Cussy-le-Châtel település Franciaországban, Côte-d’Or megyében. Lakosainak száma 120 fő (2022. január 1.). Cussy-le-Châtel Chazilly, Sainte-Sabine, Culètre, Longecourt-lès-Culêtre és Painblanc községekkel határos.

## Népesség
A település népességének változása:
| Lakosok száma | 172  | 123  | 121  | 102  | 112  | 105  | 109  | 118  | 119  | 120  |
|               | 1968 | 1982 | 1990 | 2006 | 2013 | 2015 | 2017 | 2019 | 2020 | 2022 |